# Công viên lịch sử Ayutthaya
Công viên lịch sử Ayutthaya (tiếng Thái: อุทยานประวัติศาสตร์พระนครศรีอยุธยา) nằm tại thành cổ Ayutthaya, Thái Lan. Thành phố cổ này được vua Ramathibodi I (U-thong) thành lập năm 1350 và đã là kinh đô của Thái Lan cho đến khi nó bị phá hủy bởi quân đội Myanma năm 1767.
Nằm cách thủ đô Bangkok 76 km về phía Bắc, công viên lịch sử Ayutthaya thuộc địa phận tỉnh Ayutthaya, bao trùm một diện tích rộng lớn tới 2.556km2. Đây là một tổ hợp di tích bao gồm rất nhiều đền, chùa, bảo tàng, v..v.. Công viên hiện tại là một trong những di tích hàng năm thu hút rất đông du khách. Đây thật sự là một thành phố vĩ đại, một trong những di tích lịch sử có sức hấp dẫn.Công viên lịch sử Ayuthaya đã được UNESCCO công nhận là di sản văn hóa thế giới vào tháng 12-1991.

## Mô tả
Công viên lịch sử Ayutthaya là một phế tích với rất nhiều đền đài, mà đặc trưng cho loại kiến trúc này đó chính là được xây dựng bằng chất liệu gạch đỏ trần. Di tích nằm bên bờ sông được hợp bởi 3 dòng sông là sông Chao Phraya, sông Lopburi và sông Pa Sak. Có lẽ vì vậy Ayutthaya được lưu dấu trong ký ức nhiều khách du lịch như là một ốc đảo của những chùa chiền bên sông.

## Lịch sử

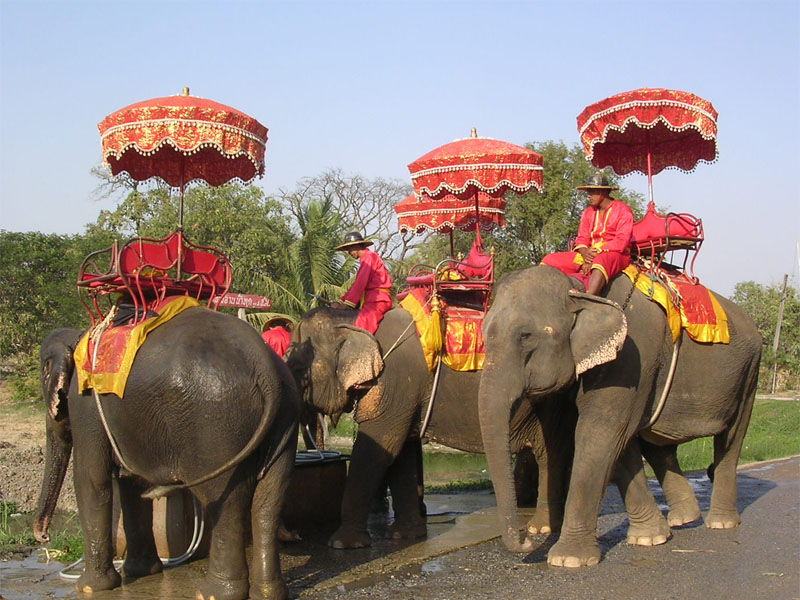
Dịch vụ cưỡi voi trong khu di tích

Lịch sử Thái Lan được chia ra thành các giai đoạn: Sukhothai (1238-1438), Ayutthaya – kế thừa nền văn hóa Sukhothai và tiếp tục phát triển sau đó hơn 400 năm từ 1350-1767, Thon Bori (1767-1782) và Rattanakosin (1782 đến nay). Thành phố cổ Ayutthaya hay còn gọi là ‘’’Pra Nakhon Si Ayutthaya’’’ từng là kinh đô của Thái Lan trong 417 năm.
Cổ thành được xây dựng từ năm 1350 bởi vua U-thong, bị quân Miến Điện chiếm đóng và tàn phá vào năm 1767, kết thúc thời kỳ Ayutthaya. Có 33 đời vua thay nhau trị vì vương triều và xây dựng Ayutthaya thành thủ đô rực rỡ trong quá khứ. Ayutthay lúc bây giờ được xem là vương triều có mối quan hệ rất tốt với các nước láng giềng, chẳng những các quốc gia Phương Đông mà cả Phương Tây
Không hẳn vì thế mà vương triều không có ngoại xâm. Năm 1758, đất nước bị xáo trộn bởi một cuộc ganh đua tranh giành ngai vàng trong hoàng gia, dẫn đến kết quả thất bại thảm hại trong cuộc chiến với người Miến Điện năm 1767. Quân đội Miến Điện được xem là quân đội giao tranh thường xuyên với Ayutthaya trong suốt lịch sử. Lần thất bại cuối cùng và dẫn đến diệt vong được xem là thời kỳ đánh dấu chấm hết của một vương triều hùng mạnh, vì sự xáo trộn của vương triều dẫn đến mất nước. Chính sự sụp đổ của vương triều làm bài học cho tất cả vương triều về sau của Thái Lan.
Quân đội Miến Điện khi xâm lược thủ đô đã ra lệnh đốt cháy và phá hủy nhiều công trình kiến trúc hoành tráng và lộng lẫy của vương triều Ayutthaya. Những tàn tích còn sót lại tạo thành công viên lịch sử Ayutthaya ngày nay. 

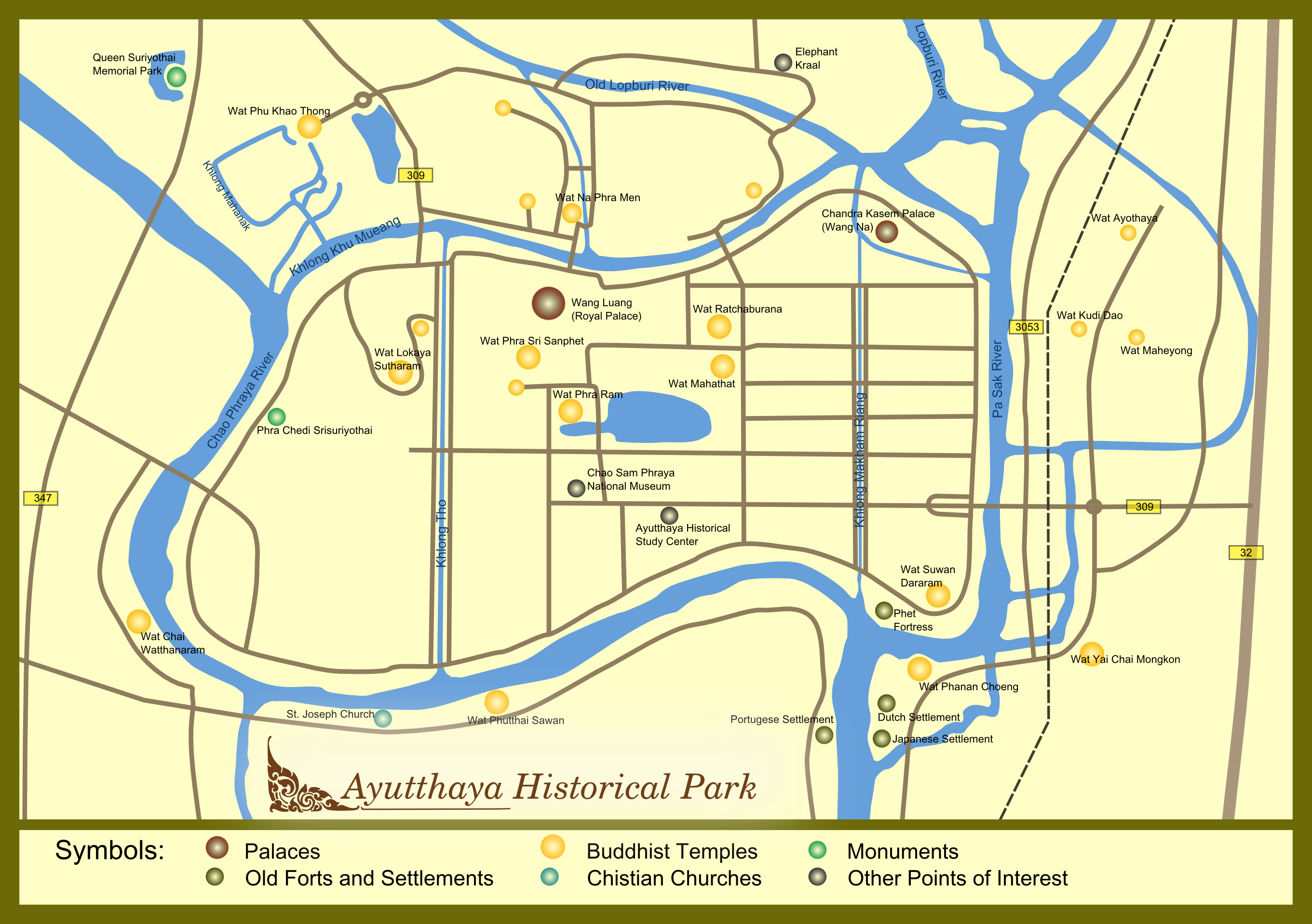
Bản đồ tổng thể công viên

## Phương tiện đến Ayutthaya
Từ Bangkok có thể đến Ayutthaya bằng xe buýt, xe minivans, taxi hay dễ dàng mua tour từ khách sạn hoặc đi bằng tàu hỏa. Từ ga Hualamphong, tuyến đường sắt Bangkok - Chiang Mai đi qua Ayutthaya cứ một giờ lại có một chuyến và ngược lại. Dễ dàng mua vé với giá rẻ bất ngờ 15 baht/hành khách.
Nhà ga của thành phố nằm ở bờ đông của sông Mae Nam Pa Sak, cách bến xe buýt phía Bắc đi Bangkok chừng 5 km. Cách nhanh nhất để tiếp cận cổ thành là đi dọc bờ sông về hướng Tây, một phà luôn đưa khách qua sông chỉ với giá 2 baht/người. 

### Wat Choeng Thah

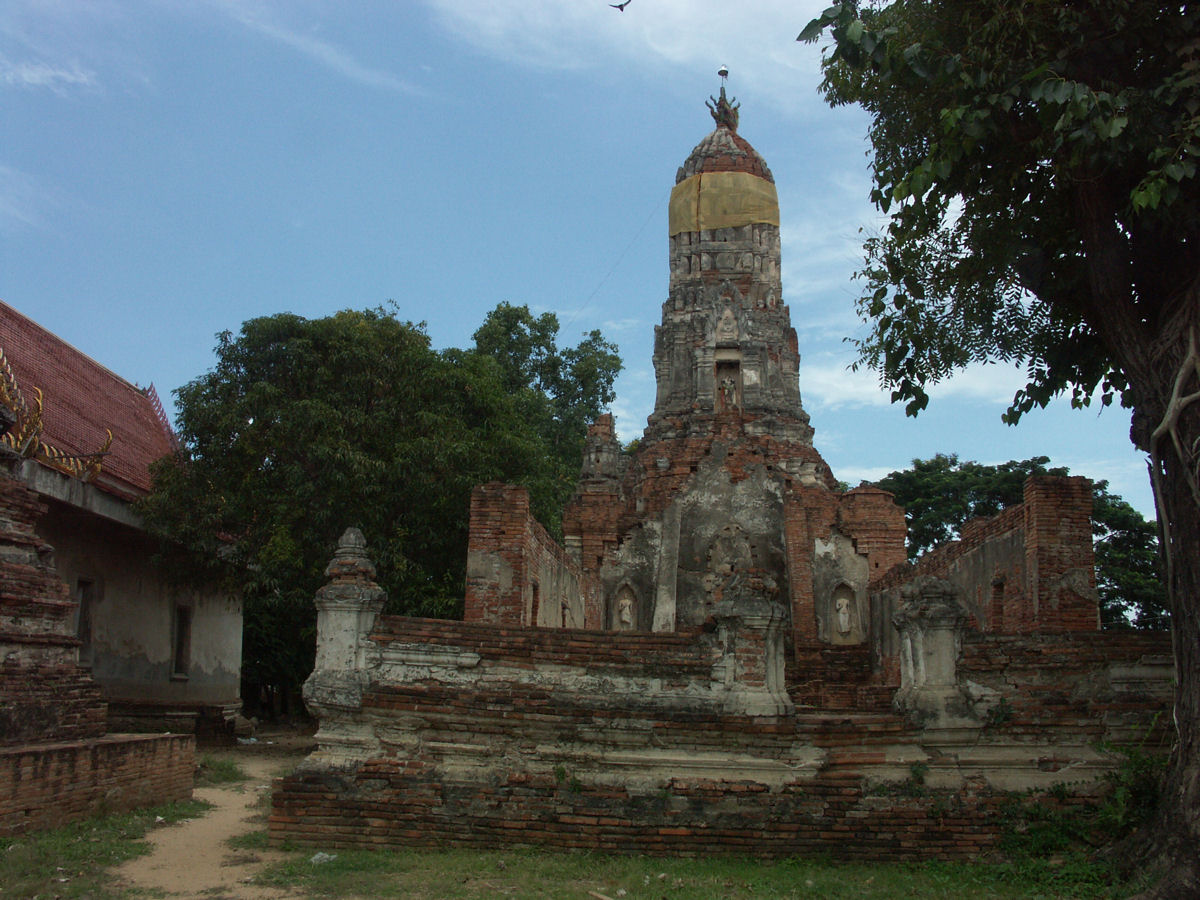
Wat Choeng Thar

### Wat Suwandararam

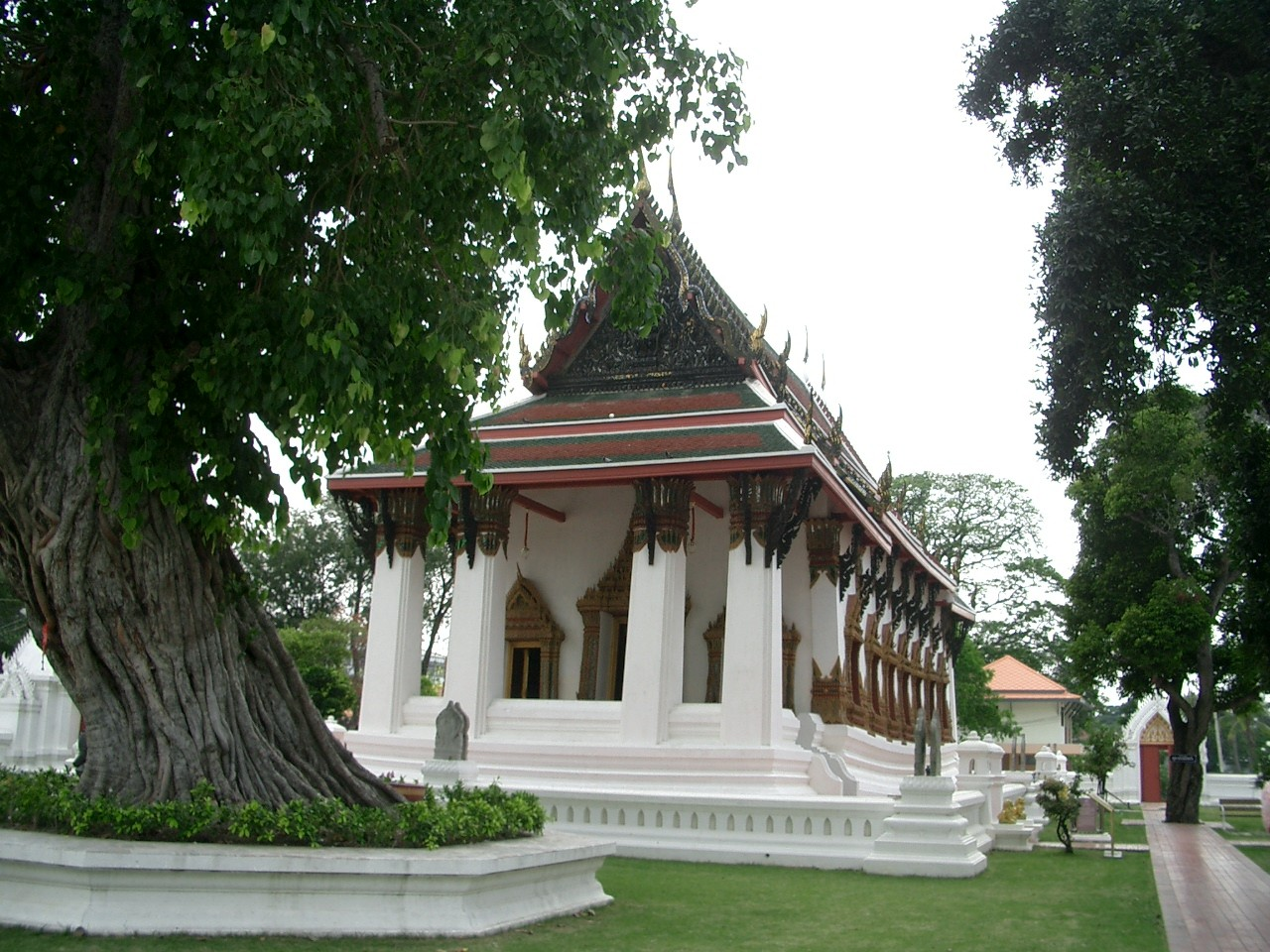
Wat Suwandararam

### Wat Phra Ram

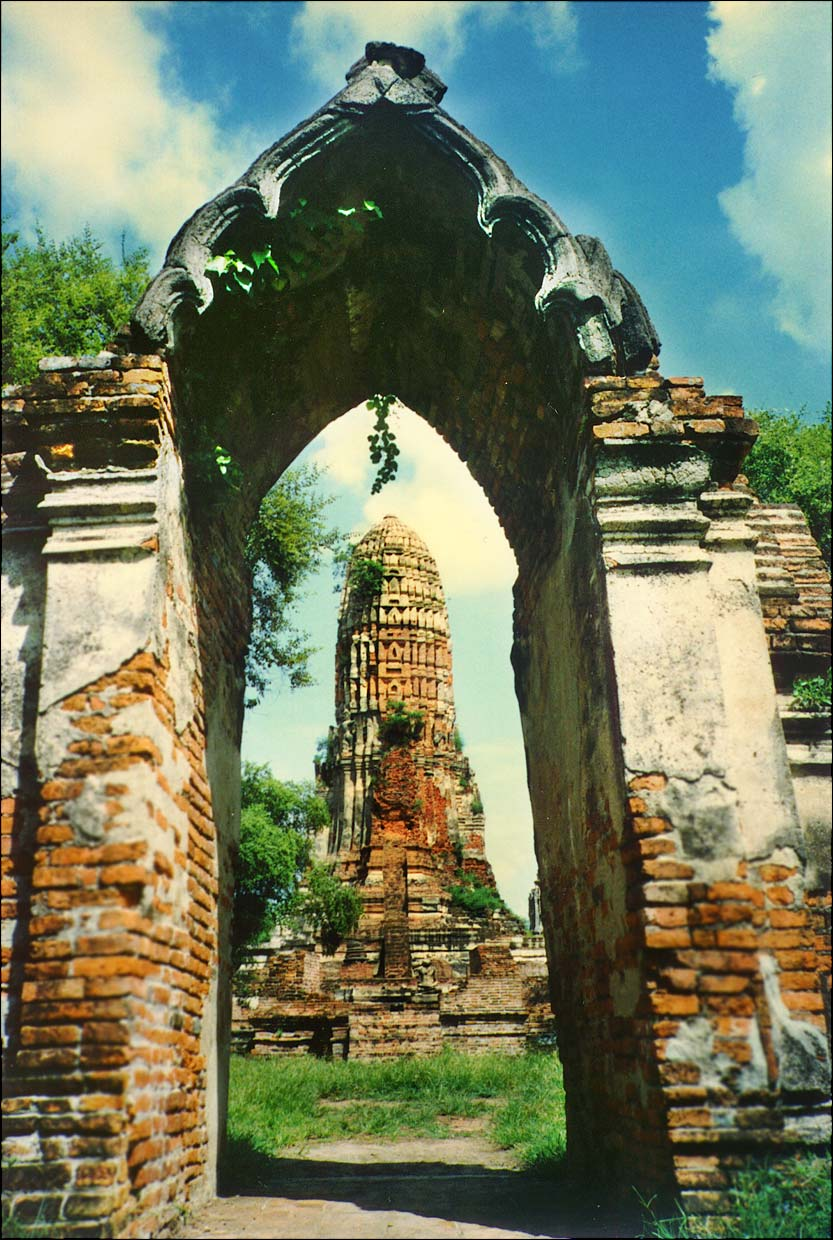
Wat Phra Ram

### Wat Mahathat

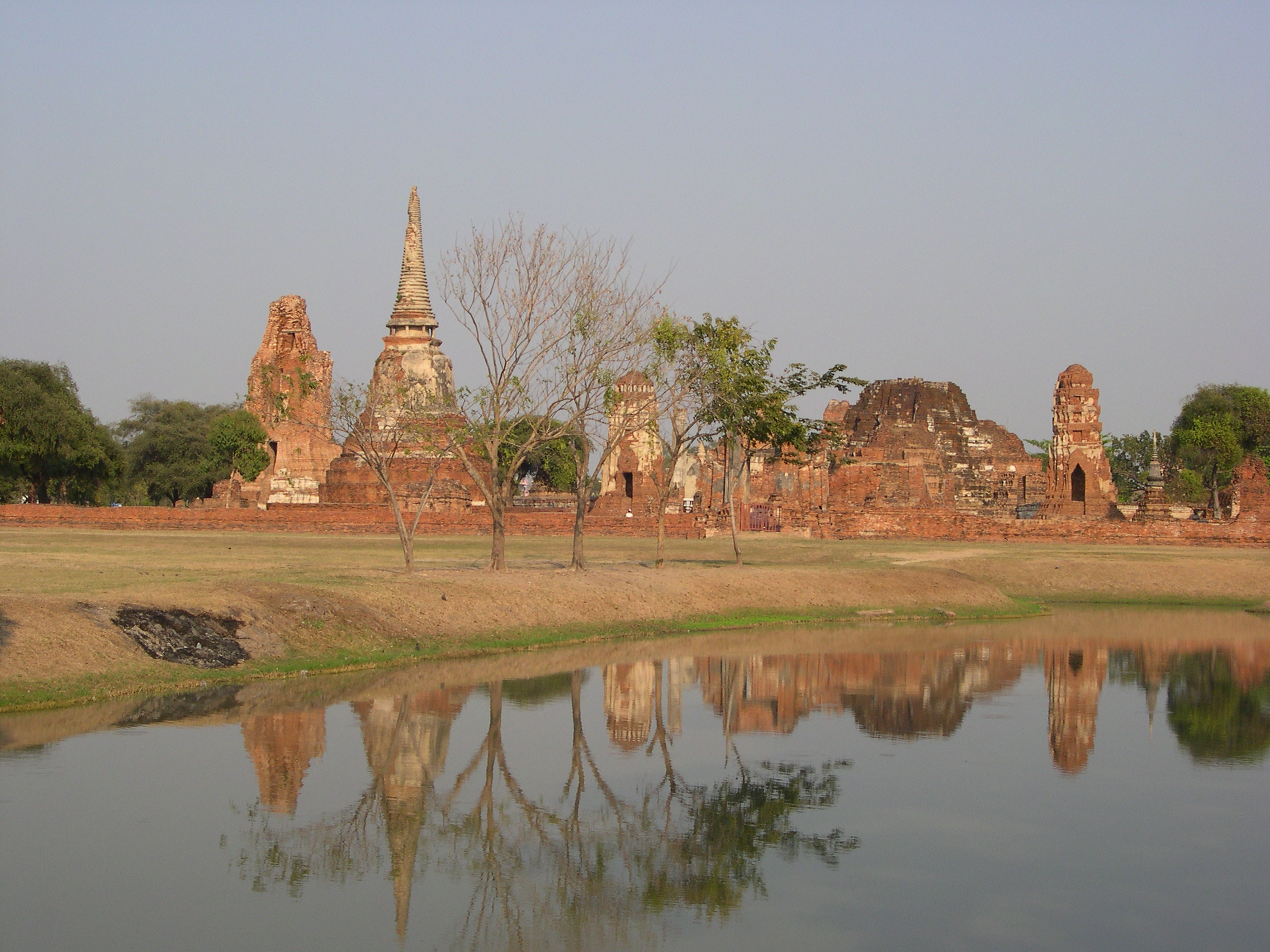
Wat Mahathat

### Wat Phra Mongkhon Bophit

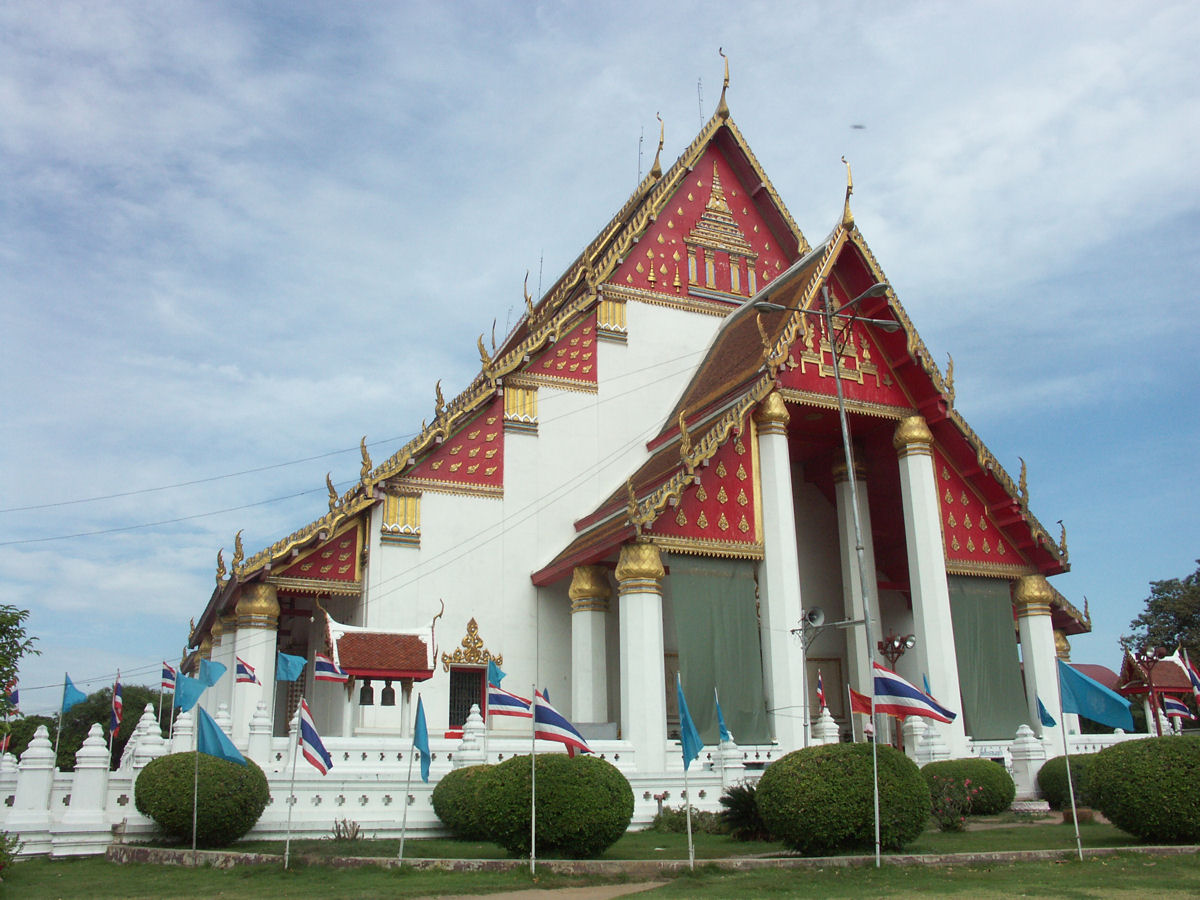
Wat Phra Mongkhon Bophit

### Wat Phutthaisawan

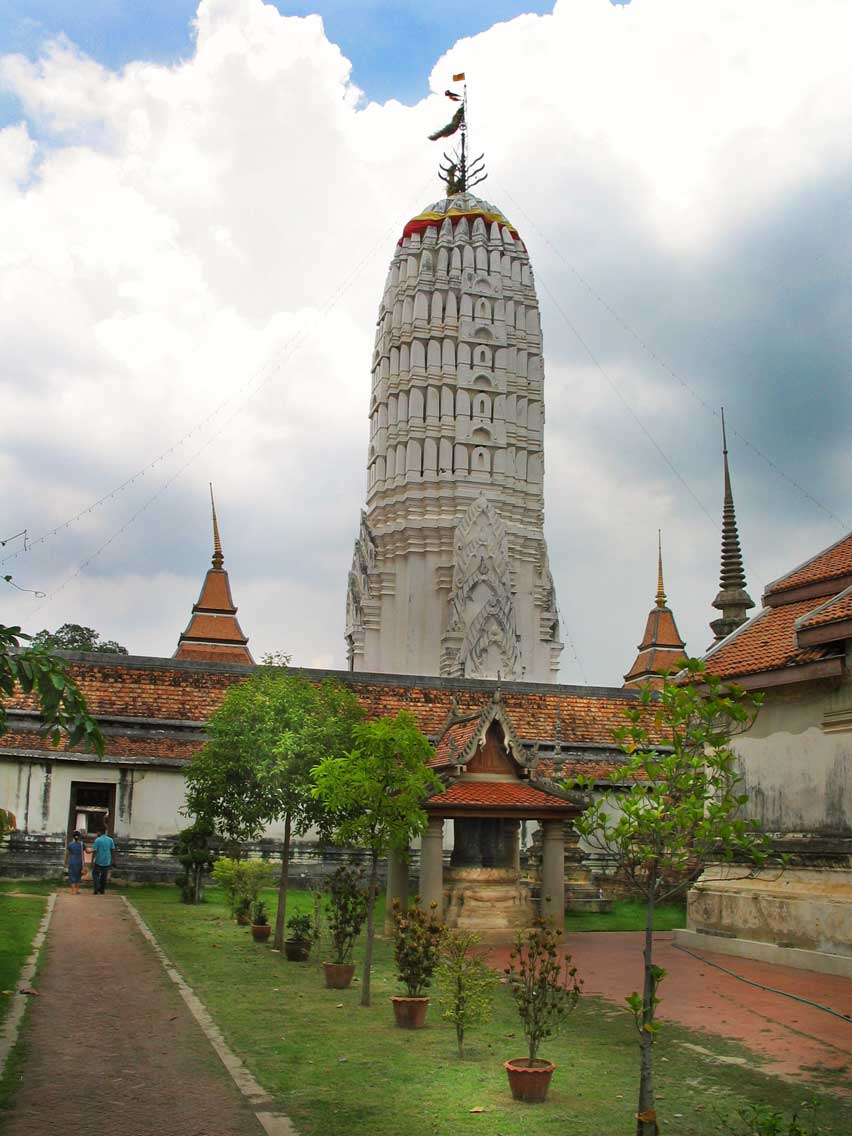
Wat Phutthaisawan

## Các di tích trong công viên lịch sử Ayutthaya

### Wat Pra Sri Sanphet

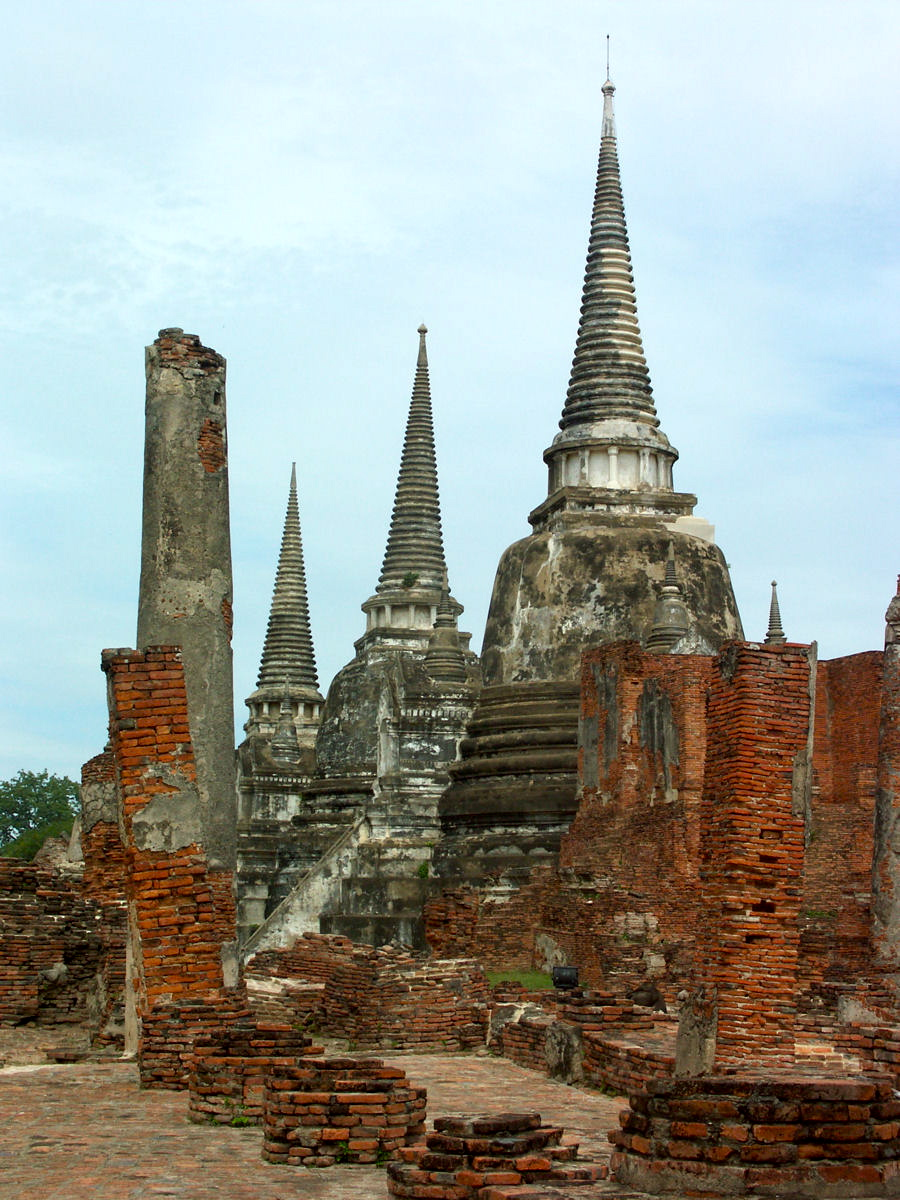
Wat Pra Sri Sanphet

Chùa là di tích còn sót của Hoàng Cung Ayutthaya và là một trong những di tích khá quan trọng và là di tích được nhiều du khách tham quan nhất. Chùa nằm ngay vị trí trung tâm của công viên lịch sử cùng với Wat Phra Ram, Wat Mahathat, Wat Ratchaburana tạo thành một phức hợp di tích có giá trị cao về lịch sử. 
Hoàng cung Ayutthaya vốn là một nơi kín cổng cao tường và là nơi ở của tất cả đức vua và hoàng gia thuộc vương triều Ayutthaya. Được khởi xây bởi vua U - Thong và dưới giai đoạn trị vì của vua Borom Trailokkanat cũng như nhiều vị vua sau đó, rất nhiều công trình và hạng mục đã được thêm vào. Có thể nói, Hoàng Cung và các ngôi chùa xung quanh tạo thành nên một vương triều hùng mạnh lúc bấy giờ. Tổng thể công trình gồm nhiều hạng mục, vô số chùa chiến mà ngày nay, phần còn lại của Hoàng Cung chỉ là sự đổ nát, hoang tàn của cuộc chiến tranh giữa Xiêm La và quân đội Miến Điện bấy giờ.
Rất tiếc là cuộc xâm lăng hủy diệt của người Miến Điện đã tàn phá tất cả, chỉ để trơ lại giữa đất trời bộ nền móng bằng gạch, một số cột nhà và những bức tường tróc mẻ.

### Wat Na Phra Men

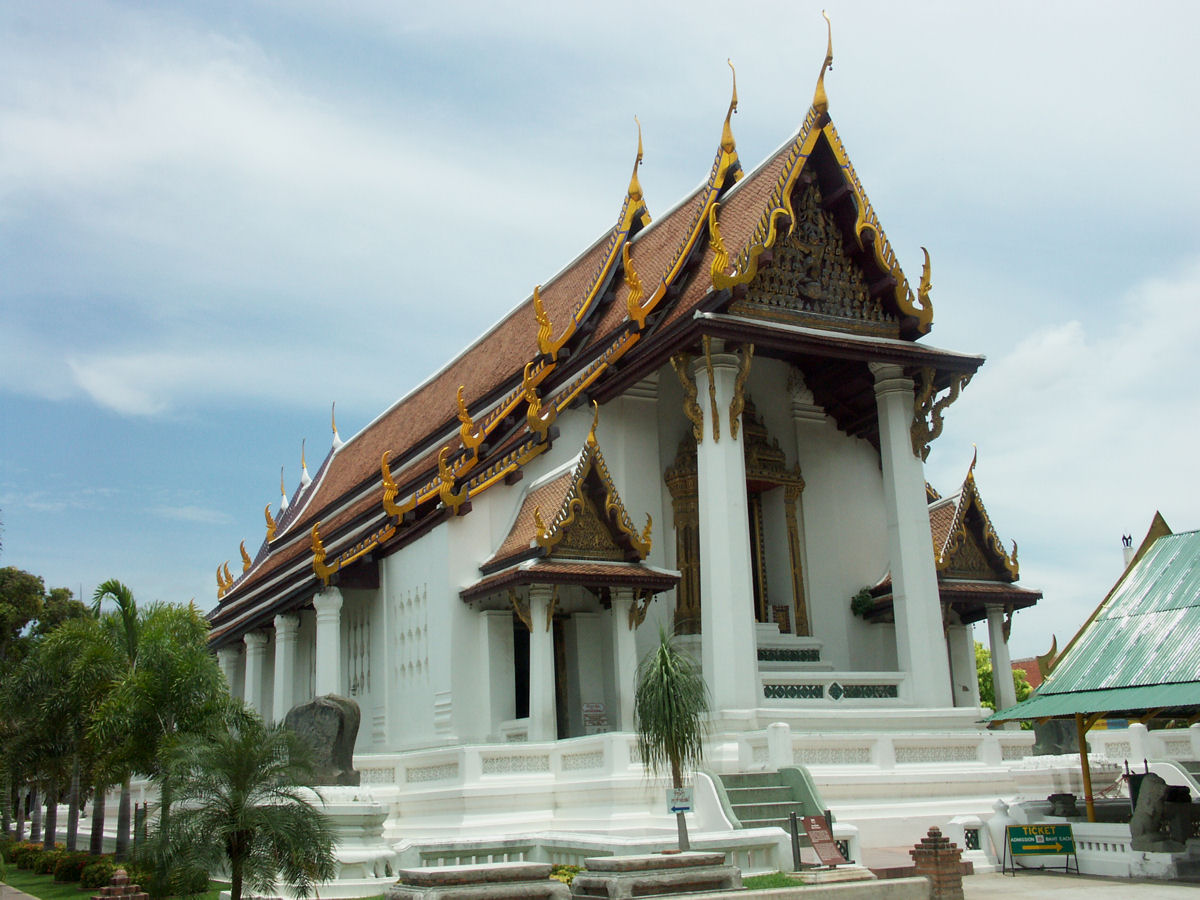
Wat Na Phra Men

### Wat Worachettharam

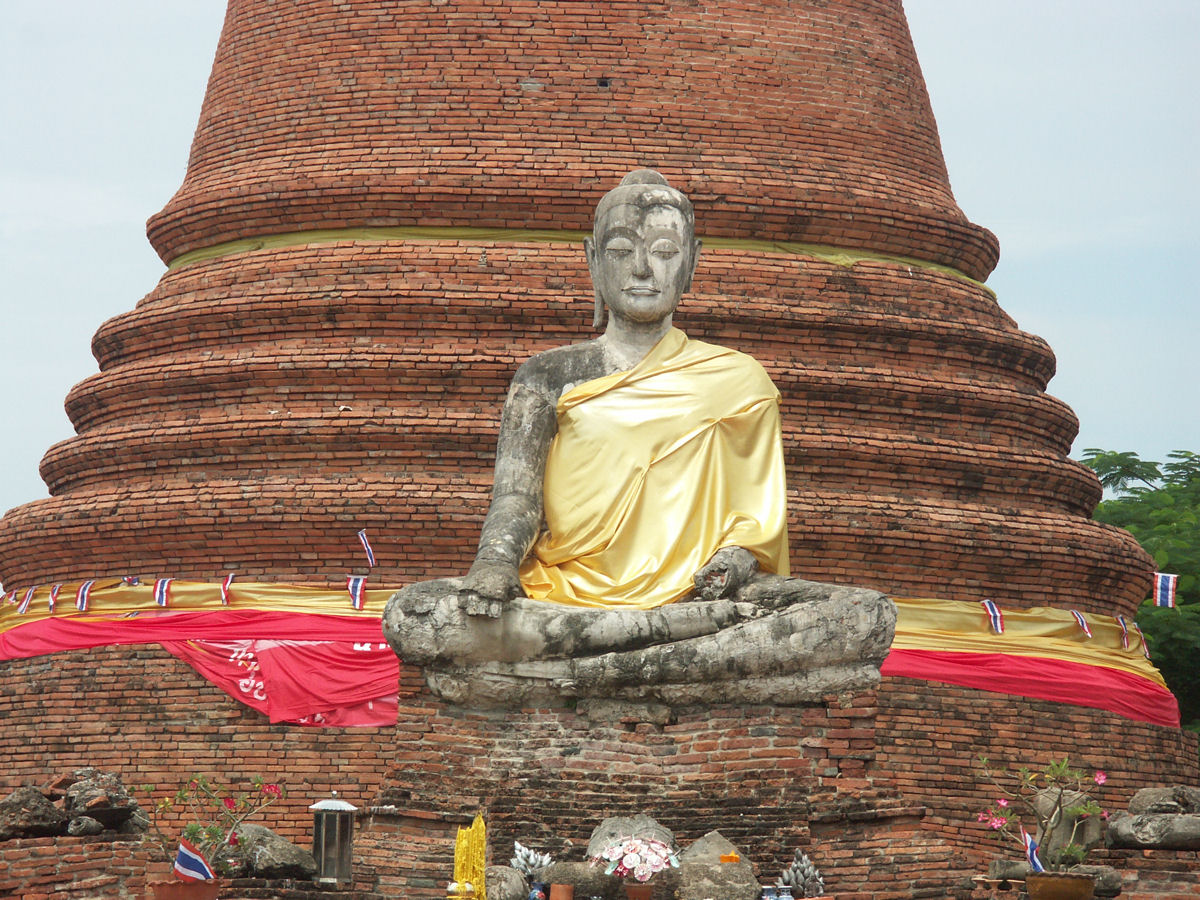
Wat Worrachettharam

Nằm đơn độc với một ngôi mộ tháp có chín chú gà trống mào đỏ, cựa vàng và bộ lông sặc sỡ đứng uy nghi đằng trước một bức tượng Phật. Nằm cạnh kênh đào Ayutthaya, Wat Worachettharam được vua Eakathosarot xây dựng năm 1593, khi vua Naresuan bị chết trong một cuộc chiến đấu với vua Tong - U của Miến Điện. Để vinh danh anh trai, vua Eakathosarot cho xây một lò hỏa thiêu khổng lồ và 10.000 nhà sư đã được mời tới để cầu nguyện cho buổi lễ hỏa táng của hoàng gia.

### Wat Lokaya Suttha

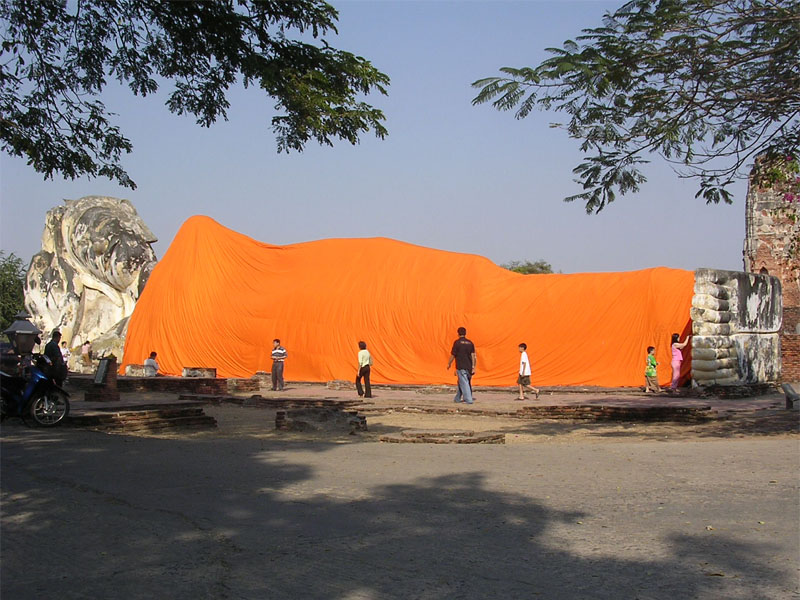
Wat Lokaya Suttha

Wat Lokaya Sutha (tiếng Thái:วัดโลกยสุธาราม , phiên âm tiếng Việt: Quách lô-ka-ya-su-tha-ram) là một ngôi đền nằm trong quần thể di tích Công viên lịch sử Ayutthaya - thuộc thành phố Ayutthaya – thủ phủ của tỉnh lỵ Ayutthaya. Ngôi đền này nằm trong số các di tích trong công viên và được xem là nơi linh thiêng của người hành hương vì tại đây rất nổi tiếng với bức tượng Phật nằm, được xem là bức tượng Phật may mắn còn nguyên vẹn so với các di tích khác trong toàn thể khu di tích Ayutthaya.

### Wat Yai Chaimongkhon

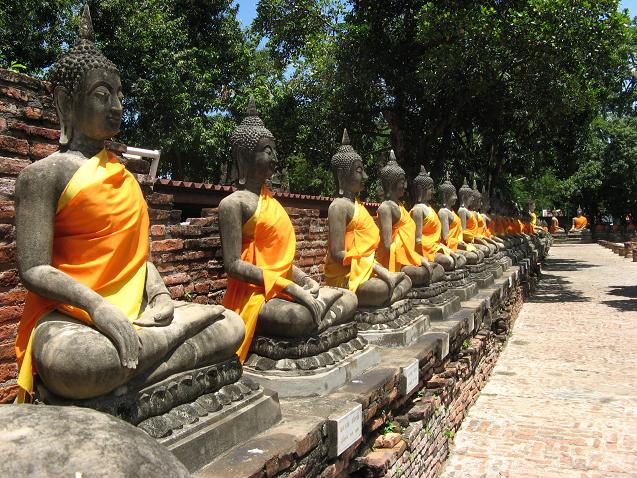
Wat Yai Chai Mongkon

Wat Phra Chao Phya Thai còn gọi là Wat Yai Chaimongkhon là một tổ hợp các kiến trúc gồm tu viện, mộ tháp và chùa chiền. Mộ tháp lớn nhất được xây trên một nền cao với hai ngôi mộ tháp nhỏ hai bên và hai tượng Phật khổng lồ. Ngay tại bức tượng Phật khổng lồ này là những cây hoa đại trăm tuổi.
Ngôi đền này được xem là rất quan trọng trong lịch sử và là di tích duy nhất trong công viên có thể nhìn từ xa.

### Wat Chaiwatthanaram

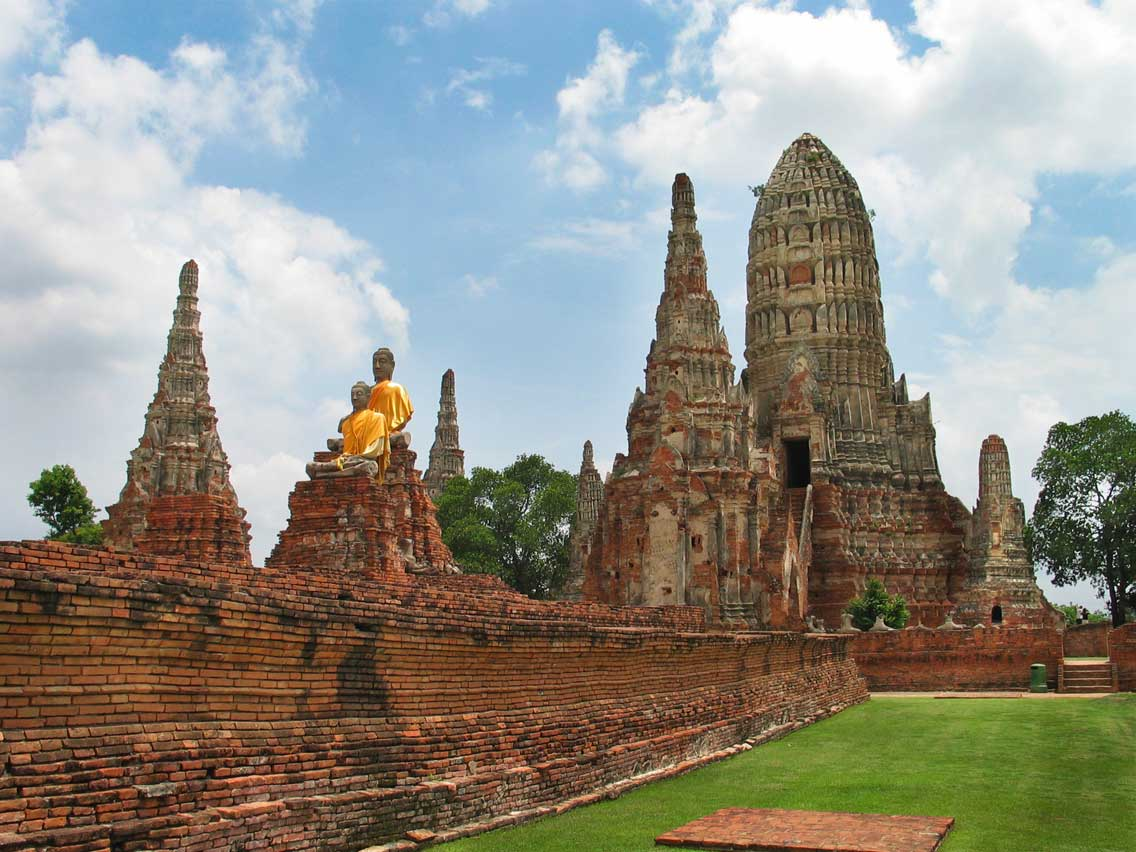
Wat Chaiwattanaram

Wat Chaiwatthanaram là một ngôi đền nằm về phía Tây thành phố men theo dọc bờ sông Chao Phraya. Vua Prasat Thong đã xây dựng đền vào năm 1630 và có nhiều nét tương đồng với kiến trúc của Angkor Wat.
Cũng giống như nhiều ngôi đền - chùa khác, ‘’Wat Chaiwatthanaram’’ mở cửa từ 8g-18g mỗi ngày, miễn phí cho người bản địa và thu 30 baht/khách du lịch ngoại quốc. Theo du khách nhận xét, ngôi đền có nét tương đồng gần giống với đền Angkor Wat theo thuyết cân đối vũ trụ lấy đền núi Meru làm trung tâm và xung quanh là các tháp nhỏ.

## Trùng tu di tích
Năm 1969 Bộ Mỹ thuật Thái Lan bắt đầu trùng tu di tích này sau khi nó trở thành công viên lịch sử vào năm 1976. Năm 1991, công viên này được UNESCO công nhận là di sản thế giới.